# Сосенко Лев Михайлович
Ле́в Миха́йлович Сосенко, з листопада 1918 — військовий лікар Сокальської лікарні.

## З життєпису
В часі боїв УГА на Сокальщині був головним військовим лікарем П'ятої Сокальської бригади і учасником українсько-польських боїв разом з лікарем Максимом Музикою, санітарним четарем — Олекса Шевчук, санітар-хорунжим — Богдан Лапчинський.
У 1919—1920 — бригадний лікар 9-ї Белзької бригади 1-го корпусу УГА — в часі боїв з поляками, та перебування на теренах УНР. Лікував поранених і хворих на тиф стрільців у «трикутнику смерті» на Вінниччині. Весною 1920 року помер від епідемічного висипного тифу.